# Brigada HVO Josip ban Jelačić
Brigada Josip ban Jelačić bila je brigada Hrvatskog vijeća obrane tijekom rata i poslijeraća u Bosni i Hercegovini. Osnovana je 20. prosinca 1992. godine. Sjedište je bilo u Kiseljaku. Zvala se po hrvatskom banu i vojskovođi Josipu Jelačiću. Brigada je bila pod nadležnošću Zbornog područja Vitez. Brigada je sudjelovala u više bitaka u Srednjoj Bosni. Nakon dvotjedne bitke za Fojnicu 1993., članovi brigade koji su branili grad se povlače u okolna sela fojničke općine i prema samom Kiseljaku gdje je bošnjačka agresija uspješno odbijena.

## Vanjske poveznice
- ARTinfo Ratni put Brigade 'Josip ban Jelačić'